# 安赫洛·雷耶斯

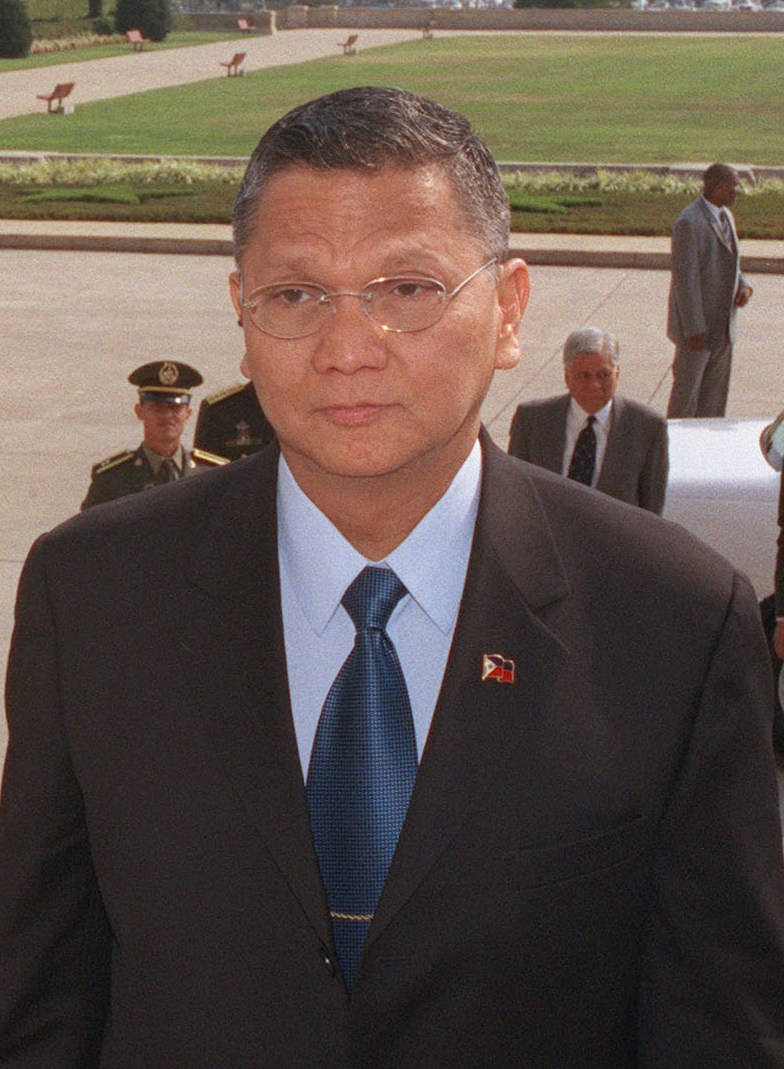
安赫洛·托马斯·雷耶斯

安赫洛·托马斯·雷耶斯（英語：Ángelo Tomás Reyes，1945年3月17日—2011年2月8日），是菲律宾的军官，曾担任菲律宾能源部长、环境与自然资源局局长、总参谋长、国防部长。2011年，被指控在担任军职期间曾涉嫌大规模贪污渎职，不久因胸部中弹身亡。